# Грищенкова Алла Володимирівна
Алла Володимирівна Грищенкова  (рос. Алла Владимировна Грищенкова; нар. 27 серпня 1961, Снєжинськ, Челябінська область) — радянська плавчиня, олімпійська медалістка.

## Виступи на Олімпіадах
| Олімпіада   | Дисципліна                        | Місце     |
| ----------- | --------------------------------- | --------- |
| Москва 1980 | плавання на 100 метрів, батерфляй | 4 h4 r1/2 |
| Москва 1980 | плавання на 200 метрів, батерфляй | 8         |
| Москва 1980 | комплексна естафета 4 × 100       | 3         |